# Bille und Zottel
Bille und Zottel ist der Titel einer 21-bändigen Pferdebuchserie der deutschen Jugendbuchautorin Rosemarie Eitzert unter ihrem Pseudonym Tina Caspari. Die Handlung der Serie wurde von der Biographie ihrer Autorin beeinflusst – so stammt Billes Mutter wie Tina Casparis Familie aus Ostpreußen. Auch das Pony Zottel hat ein reales Vorbild.

## Handlung und Hauptfiguren
Hauptfigur der Bücher ist die zu Beginn der Serie zwölfjährige Sibylle Abromeit, genannt Bille, die mit ihrer verwitweten Mutter in dem kleinen schleswig-holsteinischen Dorf Wedenbruck lebt. Billes Mutter heiratet wieder – Billes Stiefvater „Onkel Paul“. Bille hat ein sehr enges Verhältnis zu ihrem Stiefvater, der wesentlich nachsichtiger ist als ihre energische Mutter.
Bille träumt vom Reiten; ihre Mutter ist jedoch zunächst dagegen. Durch einen Unfall lernt Bille ihr heimliches Idol, den berühmten Turnierreiter Hans Tiedjen kennen, der ihr das Reiten beibringt. Schließlich bekommt sie ihr rotgeschecktes Pony Zottel, das aus einem heruntergekommenen Wanderzirkus befreit wurde. Zottels Streiche – meistens geht es um seine Gefräßigkeit und Ausbruchsversuche – machen einen Großteil der Handlung aus.
Billes beste Freundin wird Bettina, die auf dem Gutshof der Familie Henrich lebt. Sie ist die Nichte der Henrichs und wächst bei ihnen auf, nachdem ihre Eltern bei einem Autounfall ums Leben gekommen sind. Bettina ist zunächst traumatisiert und unzugänglich, findet jedoch durch die Freundschaft mit Bille und den Umgang mit Pferden neuen Lebensmut.
Bettinas Cousin Simon, ebenfalls ein begabter Reiter, wird Billes Freund.
Weitere wichtige Charaktere sind Simons Brüder Daniel und Florian, Herrn Tiedjens Sohn Tom, der Motorradfan Karlchen sowie ab Band 8 der Lehrer Ignaz Albert und Schüler des Reiterinternats.
Die Gruppe der reitbegeisterten jungen Leute um Bille zeichnet sich besonders durch ihre Hilfsbereitschaft, ihr Engagement für Freunde und Familie sowie ihren Zusammenhalt und ihre Kreativität aus. Sie übernehmen Verantwortung in der Dorfgemeinschaft und sind stets zur Stelle, wenn mit Hilfe ihrer Pferde ein verunglückter Lastwagen aus dem Graben gezogen oder ein Gehöft vor Hochwasser evakuiert werden muss. Fast von Beginn an, aber im Verlauf der Serie zunehmend, wird das Turnierreiten auch kritisch beleuchtet und stets die Frage nach dem richtigen und artgerechten Umgang mit den Tieren gestellt.
In Band 8 kommen zahlreiche neue Charaktere hinzu, da im Gutshaus Groß-Willmsdorf (Herrn Tiedjens Zuhause) ein Reiterinternat eröffnet wird. Hier verbindet die Autorin zwei erfolgreiche Kinderbuchthemen – Pferde und Internatsleben. Band 16 spielt erstmals im Ausland – Simon und Bille reisen gemeinsam nach Wien, besuchen die Spanische Hofreitschule und fahren nach Ungarn in die Puszta.
Im Laufe der Jahre wird Bille zu einer bekannten Turnierreiterin und vernachlässigt darüber immer wieder ihre Familie, was zu Konflikten führt. Bille sieht jedes Mal ihr Unrecht ein, eine Änderung ihres Verhaltens ist jedoch nicht zu erkennen. Auch andere Themen wiederholen sich – so werden mehrere Umweltskandale aufgedeckt, Billes Freund Simon interessiert sich wiederholt für andere Mädchen, kehrt aber jedes Mal zu Bille zurück. Auch alle anderen Jugendlieben halten für immer.
Der letzte Band schließt mit einer Doppelhochzeit – Bille und Simon heiraten, ebenso Tom und Bettina.
Die ersten Bände der Reihe spielen in den späten 1970er Jahren, in denen sie auch entstanden sind (Billes Geburtsjahr wird in Band 10 mit 1965 angegeben). Die letzten Bände erschienen nach einer mehrjährigen Pause, und die Handlung wurde an die Zeit angepasst, ohne dass die Figuren wesentlich älter geworden wären. Als Bille Abitur macht, ist bereits der Euro eingeführt. Auch neue Methoden der Pferdedressur (z. B. Tellington-Jones) sind bekannt.

## Veröffentlichung & Adaption
Die Reihe Bille und Zottel besteht derzeit aus 21 Bänden und wurde im Franz Schneider Verlag veröffentlicht. Inzwischen sind alle Bände auch zusammengefasst in sieben Sammelbänden erschienen. Ein Sonderband spielt zeitlich vor Band 20 und ist auch so in Sammelband 7 eingefügt. Die Reihe wurde in mehrere Sprachen übersetzt, u. a. ins Niederländische als Romana en Ragebol.
| #  | Titel                                             | Erscheinungsjahr |
| -- | ------------------------------------------------- | ---------------- |
| 1  | Pferdeliebe auf den ersten Blick                  | 1976             |
| 2  | Zwei unzertrennliche Freunde                      | 1977             |
| 3  | Mit einem Pferd durch dick und dünn               | 1977             |
| 4  | Applaus für Bille und Zottel                      | 1978             |
| 5  | Die schönsten Ferien hoch zu Roß                  | 1978             |
| 6  | Gefahr auf der Pferdekoppel                       | 1979             |
| 7  | Ein Cowboy für Bille und Zottel                   | 1979             |
| 8  | Ein Filmstar mit vier Beinen                      | 1980             |
| 9  | Im Sattel durch den Sommer                        | 1980             |
| 10 | Im Hauptfach Reiten                               | 1982             |
| 11 | Sensation in der Manege                           | 1983             |
| 12 | Frühling, Freunde, freche Fohlen                  | 1984             |
| 13 | Das Fest der Pferde                               | 1985             |
| 14 | Ein Pony auf großer Wanderung                     | 1987             |
| 15 | Pferde im Schnee                                  | 1989             |
| 16 | Pusztaferien und Ponybriefe                       | 1990             |
| 17 | Reitclub Wedenbruck                               | 1991             |
| 18 | Die letzte Hürde                                  | 1995             |
| 19 | Ein Pony mit Herz                                 | 1996             |
| –  | Ein ganz besonderer Sommer – Eine neue Geschichte | 2003–2008        |
| 20 | Rückkehr nach Wedenbruck                          | 2001–2007        |

Ab 1980 erschienen beim Label Europa die ersten vier Bände als Hörspiel. Regie führte Heikedine Körting. Sprecher waren u. a. Alexandra Wilcke, Oliver Rohrbeck und Jürgen Thormann. Die Musik wurde vom Hamburger Hörspiel-Musiker Carsten Bohn komponiert. Sieben Geschichten (Band 4 bis 10) von Bille und Zottel wurden auch von SchneiderTon als Hörspiele auf den Markt gebracht. Erzähler war hier in einigen Folgen Hans Clarin. 2008 veröffentlichte der Verlag SchneiderBuch die ersten zwei Folgen einer neuaufgelegten Hörbuch-Reihe von Bille und Zottel auf CD. Der dritte Teil „Mit einem Pferd durch dick und dünn“ wurde für den Februar 2009 angekündigt, erschien aber nie.